# Peltonturbine

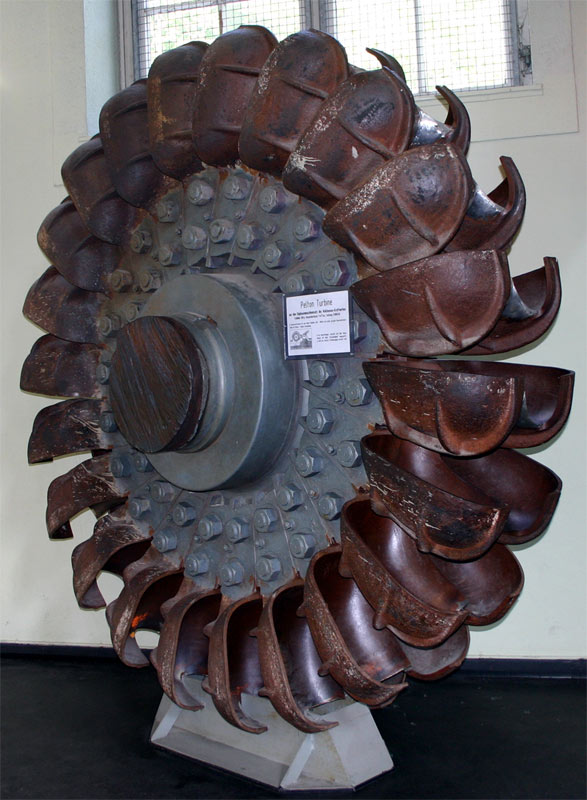
Wiel van de peltonturbine van Walchensee, een Duitse waterkrachtcentrale

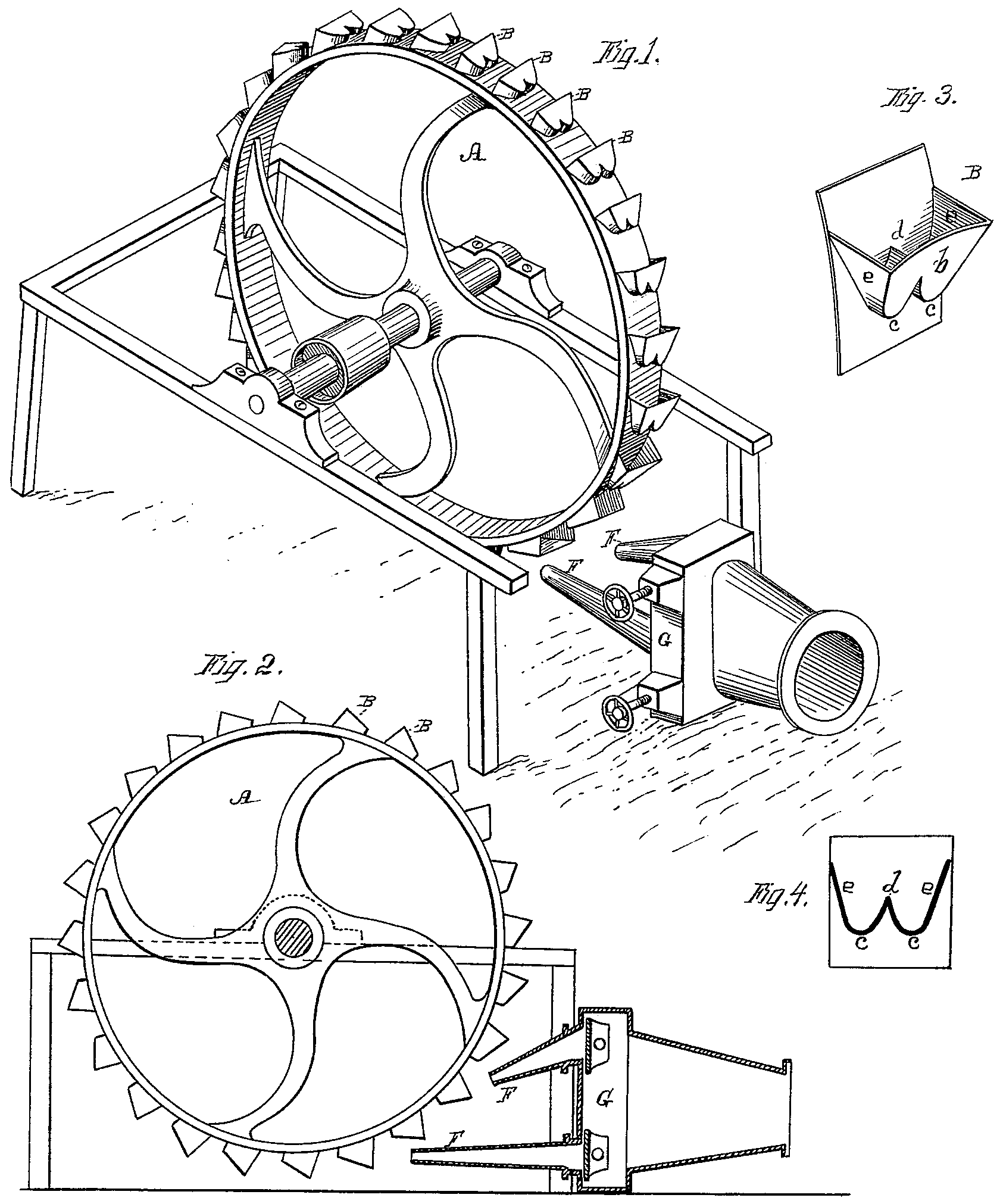
Originele tekening uit het patent voor de peltonturbine

Een peltonturbine of peltonwiel is een hydraulische turbine. Het is een impulsmachine, dit betekent dat haar werking steunt op impulsoverdracht (tweede wet van Newton). De turbine was een uitvinding van de Amerikaan Leston Pelton (1829-1908).
Het water wordt met grote snelheid tangentiaal in de schoepen van het wiel gespoten, waardoor het wiel gaat draaien. De turbine kan een generator aandrijven waardoor elektriciteit wordt geproduceerd. Peltonturbines worden vooral gebruikt in situaties waar relatief weinig water beschikbaar is. 
Peltonturbines zijn beschikbaar met een maximale capaciteit van 300 megawatt (MW) en een diameter van 5 meter.
Een voorbeeld van een centrale met peltonturbines is de waterkrachtcentrale Henry Borden in Brazilië met een verval van 720 m.